# هیپنوتیک (فیلم ۲۰۲۳)
هیپنوتیک (به انگلیسی: Hypnotic) یک فیلم اکشن، دلهره‌آور و معمایی آمریکایی محصول سال ۲۰۲۳ به کارگردانی رابرت رودریگز است که فیلمنامه را با مکس بورنشتاین نوشته‌است. در این فیلم بازیگرانی چون بن افلک، آلیس براگا، جی دی پاردو، هالا فینلی، دایو اوکنی، جف فاهی، جکی ارل هیلی و ویلیام فیچتنر به ایفای نقش پرداخته‌اند. رودریگز همچنین تهیه کنندگی، فیلمبرداری و تدوین فیلم را بر عهده داشت، در حالی که پسرانش ربل و ریسر به ترتیب آهنگساز و تهیه‌کننده بودند.
این فیلم در ۱۲ می ۲۰۲۳ در ایالات متحده منتشر شد. این فیلم نقدهای متفاوتی از سوی منتقدان دریافت کرد و در مقابل بودجه ۶۵ میلیون دلاری خود ۱۶ میلیون دلار فروخت تا درنهایت به یک شکست تجاری بدل شود.

## داستان
وقتی یک کارآگاه پلیس به نام دانیل رورک متوجه می‌شود که ممکن است راز ناپدید شدن دخترش و مجموعه‌ای از سرقت‌های بانکی مشهور، به هم مرتبط باشند، برای یافتن دخترش و همچنین متوقف کردن آژانس مخفی دولتی در پشت این حوادث مرموز، راهی سفری هیجان‌انگیز می‌شود و…

## تولید
فیلمبرداری در ۲۷ سپتامبر ۲۰۲۱ در آستین، تگزاس آغاز شد و در ۱۹ نوامبر همان سال به پایان رسید.

## بازخوردها

### گیشه
این فیلم که در کنار باشگاه کتاب: فصل بعدی اکران شد، در اولین روز اکران خود از ۲۱۱۸ سینما ۹۴۰ هزار دلار فروش داشت. برای اولین بار به ۲٫۴ میلیون دلار رسید و در رده ششم قرار گرفت. این بدترین آخر هفته افتتاحیه هر دو حرفه رودریگز و افلک بود، و تا حدی به خاطر بازاریابی بسیار کمی که توسط استودیو انجام شد مقصر شناخته شد.

### واکنش انتقادی
در وب‌سایت جمع‌آوری نقد راتن تومیتوز بر اساس رای ۹۶ منتقد، با میانگین امتیاز ۴٫۸ از ۱۰ مثبت هستند. اجماع وب‌سایت چنین می‌گوید: «اگرچه این فیلم بدون بارقه‌های الهام‌بخش نیست، اما اثر نهایی این جنایات غالباً بی‌معنا این است که شما را نسبتاً خواب‌آلود می‌کند». در متاکریتیک، که از میانگین وزنی استفاده می‌کند، بر اساس ۳۱ منتقد، امتیاز ۵۳ از ۱۰۰ را به فیلم اختصاص داد که نشان دهنده «بررسی‌های مختلط یا متوسط» است. تماشاگران شرکت‌کننده در نظرسنجی سینماسکور به فیلم نمرهٔ متوسط «C+» را در مقیاس A+ تا F دادند، در حالی که آن‌هایی که توسط پست‌ترک شرکت کردند ۶۹٪ نمره مثبت به آن دادند و ۴۴٪ گفتند که قطعاً آن را توصیه می‌کنند.